# Giovanni Battista Negrone, I conte di Monterubiaglio
Giovanni Battista Negrone, I conte di Monterubiaglio (Orvieto, 1647 – Orvieto, 1730), è stato un nobile, alchimista, filosofo e botanico italiano.

## Biografia
Nato ad Orvieto nel 1647, Giovanni Battista Negroni era figlio del conte Giovanni Francesco, governatore di quel territorio per conto della Santa Sede, ma di antica famiglia genovese. 
Nel 1698 Giovanni Battista, sposa la contessa Ludovisi da San Casciano, imparentata col principe Niccolò I Ludovisi e comproprietaria di metà del feudo di Monterubiaglio. Con parte della sua fortuna, decise di acquistare l'altra metà del feudo da Maria Paola Monaldeschi della Cervara, ultima discendente della sua casata, così da ottenere l'investitura a conte dell'intero possedimento. Da subito si mise a restaurare la rocca e l'intero abitato che ancora soffriva dei danni provocati dal terremoto verificatosi in zona nel giugno del giugno 1695.  
Facendo base proprio al castello di Monterubiaglio, il conte Giovanni Battista Negroni iniziò ad interessarsi al mondo dell'alchimia, dandosi in particolare allo studio dei testi di Giovanni Battista Della Porta ed elaborando una teoria relativa all'unione degli opposti, dal momento che egli ritiene esista una sola materia prima nell'universo che viene poi trasformata da fatti esterni (principio poi esposto anche da Lavoisier nel secolo successivo). Nelle sue peregrinazioni filosofiche, insegue da una parte Dio come esempio del massimo bene e dall'altro Satana come esempio del massimo male, ponendoli agli antipodi rispettivamente dell'unione e della separazione della materia. Si dedica anche alla botanica ed alla fisiognomica e nel rapporto tra umani, vegetali ed animali. Pare inoltre che il Negrone sia stato il primo a sperimentare con successo il processo di pietrificazione dei tessuti umani. Durante degli studi da lui condotti alla ricerca di un elisir di lunga vita, scoprì una misteriosa panacea in grado di conservare i tessuti del corpo umano quasi inalterati per secoli, mantenendone elasticità e articolazione in nervi, muscoli e ossa-
Per quanto isolato nel suo laboratorio di Monterubiaglio, il governo pontificio viene ben presto a conoscenza dei suoi studi ma per quanto gli venga intimato di smettere i suoi esperimenti e le sue ricerche, nessun processo per stregoneria viene mosso a suo carico. I sospetti erano passati dalla stregoneria alla negromanzia quando, dopo l'inizio dei restauri del castello, il conte aveva colto l'occasione per spogliare la chiesa di Santa Maria della Rosa, interna al castello, donandone gli arredi alla chiesa parrocchiale di Monterubiaglio, per ricavarne un proprio luogo di studio, in prossimità di quella che era la cripta delle sepolture della famiglia Monaldeschi.
Alla sua morte, avvenuta nel 1730, il suo laboratorio venne murato dai suoi parenti (perlopiù funzionari pontifici) e i suoi appunti vengono in gran parte distrutti o dispersi.

## Matrimonio e figli
Giovanni Battista Negrone sposò Teresa Fieschi, dalla quale ebbe i seguenti figli:
- Laura (1681-1749), II contessa di Monterubaglio, sposò Francesco Maria Serra
- Ambrogio (1684-?), sposò Maria Pinelli